# Manila Luzon
Karl Westerberg, född Karl Philip Michael Westerberg 10 augusti 1981, mer känd under artistnamnet Manila Luzon, är en amerikansk dragqueen och dokusåpepersonlighet från Cottage Grove, Minnesota. Hans genombrott kom i och med tredje säsongen av RuPauls dragrace, och som tävlande i första och fjärde säsongerna av RuPauls dragrace: All Stars. 

## Biografi
Westerberg växte upp i Minnesota men är sedan en längre tid bosatt i Los Angeles. Han studerade grafisk design vid University of Minnesota, Duluth.
Den 24 december 2017 gifte han sig med Michael Alvarez, även känd som Mic J Rez.